# Smírčí kříž v Horní Lhotě (okres Zlín)
Smírčí kříž asi z 15. století se nalézá u farního kostela svatého Diviše v obci Horní Lhota v okrese Zlín. Je kulturní památkou České republiky.

## Historie
Smírčí kříž asi z 15. století do roku 1855 stál u potoka uprostřed obce Horní Lhota, odkud byl přemístěn do bývalé farské zahrady k farnímu kostelu svatého Diviše. Také se uvádí, že ani u potoka nebylo původní místo, ale že předtím byl vztyčen u hradiska Sehrad. Ke kříži se neváže žádná pověst, byl spojován s cyrilometodějskou tradicí.

## Popis
Volně stojící smírčí kříž je vytesán z kamenného monobloku do podoby latinského kříže se zaoblenými rameny a hranami. Je částečně zapuštěn do země. Na kříži nejsou žádné nápisy a reliéfy. Rozměry kříže se udávají v rozmezí pro výšku 0,90–1,00 m, pro šířku 0,80 m a pro tloušťku 0,27–0,30 m.